# 梅普爾維爾 (北卡羅萊納州)
梅普爾維爾（英語：Mapleville）是位於美國北卡羅萊納州富蘭克林縣的非建制地區。

## 歷史
梅普爾維爾的郵局於1879年設立，其後於1926年停運。

## 地理
梅普爾維爾所處的海拔為高於海平面99米（即325英呎），而該地所採用的時區為UTC-5，即北美东部时区（EST）。同時該地設有夏令時間，為UTC-5調快一小時，即UTC-4（EDT）。